# Niewolnictwo w Stanach Zjednoczonych

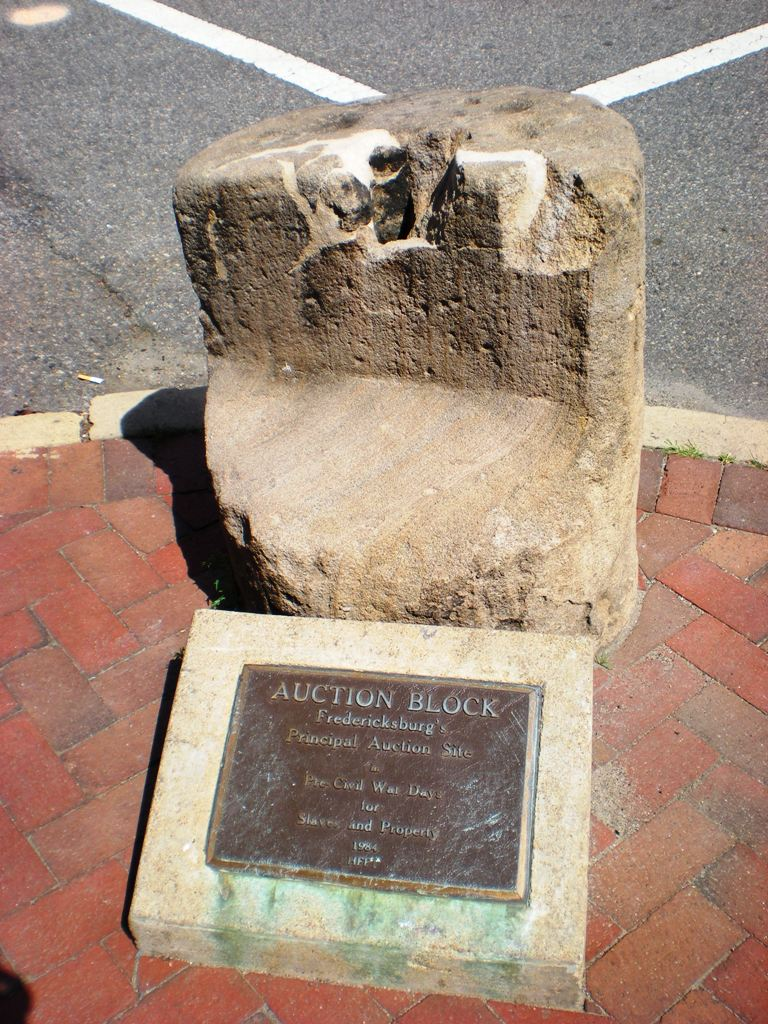
Kamienny blok z miejsca aukcji niewolników (Fredericksburg)

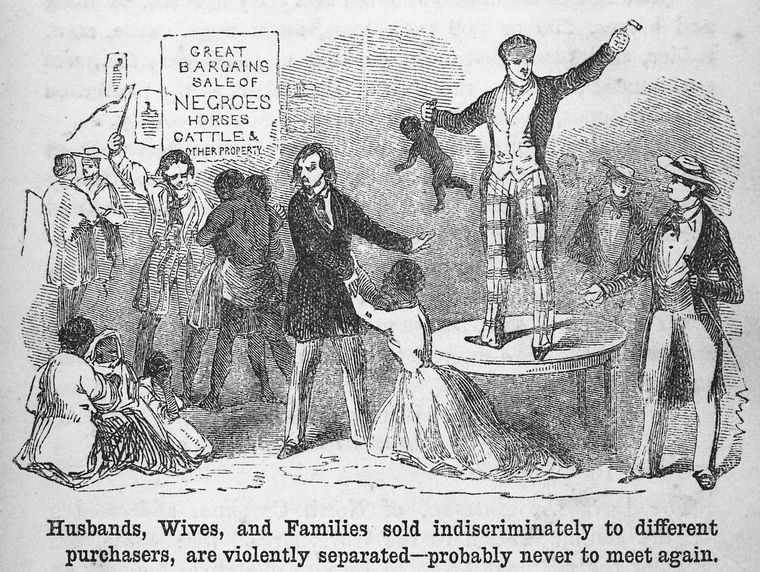
Plakat z 1853. „Mężowie, żony i rodziny sprzedawane bez różnicy różnym nabywcom są brutalnie rozdzielane; prawdopodobnie nigdy więcej się nie spotkają”

Niewolnictwo w Stanach Zjednoczonych – kontynuacja niewolnictwa zapoczątkowanego na terenie późniejszych Stanów Zjednoczonych w początkach XVII wieku i trwającego prawnie i obyczajowo aż do jego konstytucyjnego zniesienia 6 grudnia 1865 roku. Niewolnictwo istniało we wszystkich koloniach angielskich aż do amerykańskiej wojny o niepodległość, po czym 13 stanów przejęło instytucję niewolnictwa i pracy przymusowej, a następnie rozszerzało niewolnictwo na przybywające terytoria i nowe stany.
Delaware już w pierwszej swojej konstytucji z 1776 zakazało importu i sprzedaży niewolników na terenie stanu, w 1783 niewolnictwo zlikwidowano w Massachusetts. W Pensylwanii dzieci niewolników miały uzyskać wolność po ukończeniu 28. roku życia, podobnie w Connecticut i Rhode Island. W Nowym Jorku niewolników uwolniono w 1785, a w 1786 w New Jersey. Zakaz niewolnictwa w terytoriach federalnych na północ od rzeki Ohio uchwalił Kongres w 1787. W stanach południowych niewolnictwo funkcjonowało do zakończenia wojny secesyjnej w 1865 i wejścia w życie 13. poprawki do konstytucji.

## Niewolnicy w stanach południowych
Niewolnictwo utrzymało się w stanach południowych, mimo iż pod koniec XVIII wieku zmalała gospodarcza potrzeba niewolnictwa. Dotychczasowa gospodarka Południa opierająca się na eksporcie tytoniu, indygo i ryżu, stawała się coraz mniej opłacalna. Zaczęło brakować pracy dla niewolników, a ich ceny spadały. Jednak na Południu bano się skutków uwolnienia niewolników.
W 1790 na 4 mln mieszkańców Stanów Zjednoczonych, 750 tys. (blisko 20 procent ludności) stanowili Afroamerykanie (w zdecydowanej większości – niewolnicy), a 90 procent z nich mieszkało na Południu. W Wirginii, Karolinie Południowej i Północnej, Georgii oraz Maryland – na ogólną liczbę 1793 tys. mieszkańców, aż 641,6 tys. (ok. 36 procent) stanowili niewolnicy, a 32 tys. – wolni czarnoskórzy. W samej Wirginii niewolnicy stanowili 40 procent populacji.
Ponowne zapotrzebowanie na tanią siłę roboczą (niewolników) wzrosło po skonstruowaniu w 1793 przez Eliego Whitneya odziarniarki bawełny. Rewolucja przemysłowa w Anglii i nowe wynalazki, jak maszyny do tkania i przędzenia, zmniejszyły koszty produkcji i wpłynęły na rozwój przemysłu tekstylnego i wzrost zapotrzebowania na surowiec – bawełnę. Nowa uprawa w szybkim tempie zdominowała gospodarkę południowych stanów USA, rosła także liczba niewolników, w 1810 było ich 1 200 000, a w 1860 już blisko 4 000 000.
Ukształtowanie się dwóch modeli gospodarczych w Stanach Zjednoczonych, które dzieliły często sprzeczne interesy, było powodem kryzysów politycznych w 1. połowie XIX wieku. Południe, z dominującą gospodarką rolną nastawioną na eksportową produkcję bawełny i sprowadzające z zagranicy potrzebne produkty przemysłowe, dążyło do utrzymania niewolnictwa i niskich ceł, które były gwarantem zysków plantatorów. Na północy, gdzie dominowały handel i przemysł, domagano się wysokich ceł ochronnych i zniesienia niewolnictwa (żywo rozwijał się ruch abolicjonistyczny). Konflikty między Północą a Południem groziły rozbiciem Unii i wymagały wypracowania kompromisów.

## Konstytucja Stanów Zjednoczonych z 1787
Uchwalona w 1787 w Filadelfii Konstytucja Stanów Zjednoczonych przewidywała, że Kongres miał się składać z dwóch izb. W Senacie każdy stan miał mieć dwóch przedstawicieli, natomiast do Izby Reprezentantów miano wybierać posłów proporcjonalnie do liczby ludności.
Powstał problem, jak niewolnicy mają być traktowani. Południe chciało wliczyć niewolników do podstawy, według której obliczano liczbę mandatów poselskich dla poszczególnych stanów, ale nie liczyć ich, gdy rozdzielano na stany przypadające na nie podatki bezpośrednie, na co nie mogła się zgodzić Północ. Kompromis, jaki wypracowano, przewidywał, że liczba posłów i całość sum podatków bezpośrednich będzie podzielona między poszczególne stany proporcjonalnie „w stosunku do ich mieszkańców, która to liczba będzie ustalona w ten sposób, iż do liczby wszystkich ludzi wolnych (…) doda się trzy piąte wszystkich innych ludzi” (tj. niewolników). Konstytucja nakładała także obowiązek wydawania zbiegłych niewolników, a Kongres nie miał prawa zakazać sprowadzania niewolników przed rokiem 1808.
22 marca 1794 r. Kongres uchwalił ustawę zabraniającą obywatelom lub przebywającym w USA cudzoziemcom budowy, załadunku, wyposażenia lub wysyłki statków przeznaczonych do handlu niewolnikami, przywóz niewolników dopuszczalny był wyłącznie na statkach obcych, karą była grzywna i przepadek „towaru”. W ustawie o handlu niewolnikami z 10 maja 1800 r. Kongres zakazał inwestowania obywatelom USA i zamieszkałym tam obcokrajowcom w taki handel oraz zatrudniania się im na zagranicznych statkach uczestniczących w tym handlu, pod karą grzywny i pozbawienia wolności do 2 lat.
W 1803 Stany Zjednoczone zakupiły od Francji tereny leżące na zachód od rzeki Missisipi. Na tych terenach powstały nowe stany, których konstytucje sankcjonowały niewolnictwo, Luizjana (przyjęta do Unii w 1812 roku), Missisipi (1817), Alabama (1819) potem Floryda, Teksas, Arkansas, Tennessee, Kentucky i Missouri. Ekspansja niewolnictwa następowała pomimo uchwalenia przez Kongres w 1807 zakazu przywozu niewolników od 1 stycznia 1808. Mimo iż ustawa z marca 1819 upoważniała prezydenta do wykorzystania okrętów do kontroli czy amerykańskie statki prowadzą handel niewolnikami, a ustawa z maja 1820 uznawała handel niewolnikami za akt piractwa, nie zdołano zatrzymać przemytu niewolników do Stanów Zjednoczonych. Rosło także znaczenie wciąż legalnego rynku wewnętrznego, Wirginia zyskała miano stanu zajmującego się hodowlą niewolników.

## Kompromis Missouri z 1820

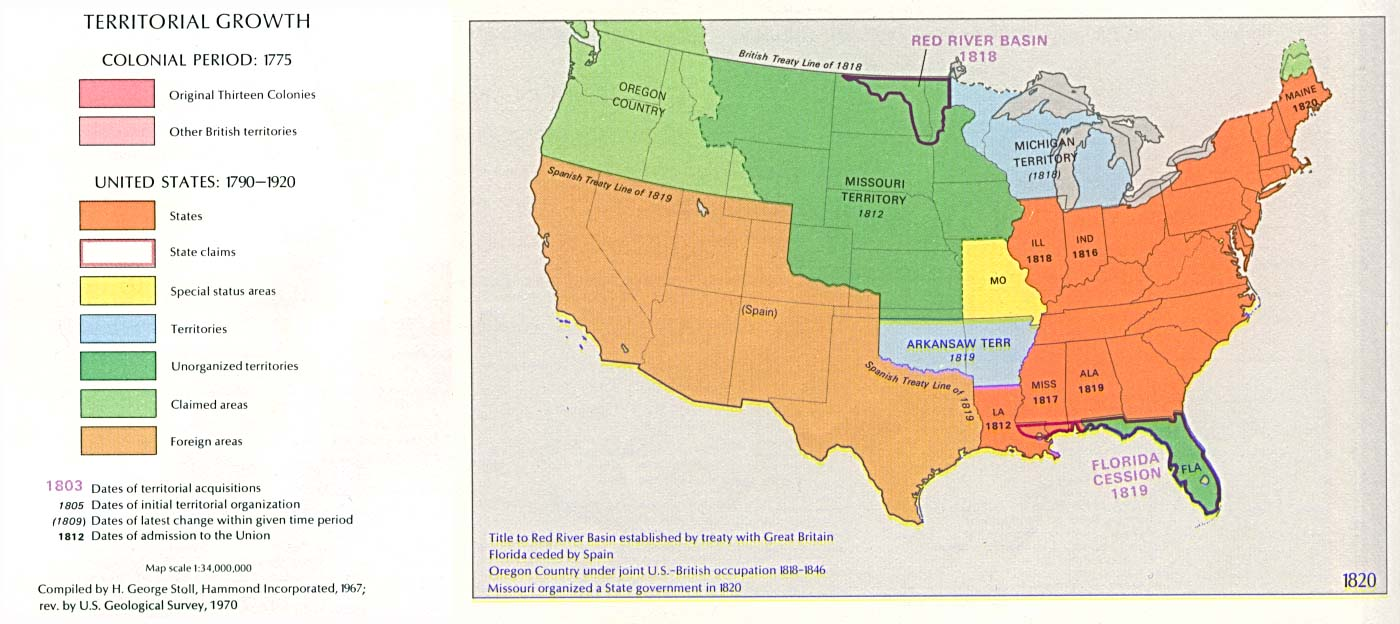
Stany Zjednoczone w 1820. Missouri przyjęte do Unii jako stan niewolniczy i Maine, wydzielone jako stan wolny. W terytoriach położonych na południe od równoleżnika 36°30′ (Terytorium Arkansas) dopuszczono niewolnictwo. Pozostałe terytoria były wolne

Jednym z problemów, przed którym stały Stany Zjednoczone w początkach XIX wieku, było dopuszczenie niewolnictwa w nowo przyjmowanych do Unii stanach. Ekspansja jednego z dwóch rodzajów gospodarki oznaczała, poprzez przewagę w Kongresie oraz w kolegium elektorskim wybierającym prezydenta, możliwość realizacji własnych interesów w polityce rządu federalnego. Konflikt między Północą a Południem zaostrzył się w 1819. Po przyłączeniu do Unii Alabamy na dwadzieścia dwa stany jedenaście było stanami niewolniczymi, a jedenaście wolnymi od niewolnictwa. Gdy w 1819 o przyłączenie do Unii zwróciło się Missouri, powstał problem czy przyjąć ten stan jako niewolniczy, jak żądało tego Południe, czy wolny od niewolnictwa, za czym opowiadała się Północ. Kompromis uchwalony przez Kongres 3 marca 1820 roku przewidywał, że stan Missouri zostanie przyłączony jako stan niewolniczy, ale dla równowagi podniesiono do rangi stanu terytorium na północnym wschodzie Massachusetts – Maine. W ten sposób na dwadzieścia cztery stany połowa miała charakter niewolniczy, a w drugiej połowie obowiązywał zakaz niewolnictwa. Umowna granica pomiędzy jednymi i drugimi przebiegała wzdłuż Linii Masona-Dixona oraz rzeki Ohio.
Kompromis Missouri przewidywał także zakaz niewolnictwa na części terytoriów zachodnich leżącej na północ od 36°30′ szerokości geograficznej północnej.

## Ustawy kagańcowe i sprawa Edwarda Prigga
W latach następnych wobec napływających do Kongresu petycji o zakaz dopuszczenia niewolnictwa w Terytoriach, obrońcy tej instytucji doprowadzili do uchwalania zakazu dyskusji na ten temat (tzw. gag laws, czyli „ustaw kagańcowych”), uchylonego w 1844.
Pensylwania w 1826 roku wprowadziła karalność porywania zbiegłych na jej teren niewolników. Zawodowy łapacz (slave catcher) Edward Prigg skazany przez tamtejszy sąd za odzyskiwanie zbiegów dla swego zleceniodawcy, zaskarżył wyrok do Sądu Najwyższego, który w 1842 uznał regulację stanową za sprzeczną z Konstytucją potwierdzając prawo właścicieli do odzyskania swojej własności.

## Kompromis 1850 roku
Problem niewolnictwa powrócił w 1849 w związku z przyjęciem do Unii Kalifornii. Kalifornia we wniosku o przyjęcie do Unii chciała, aby na jej terenie obowiązywał zakaz niewolnictwa. Dotąd istniała równowaga między stanami wolnymi a niewolniczymi (po piętnaście stanów), przyjęcie Kalifornii naruszałoby równowagę. W Senacie ścierały się cztery poglądy. Niektórzy żądali wydłużenia aż do Pacyfiku ustalonej w Kompromisie Missouri granicy niewolnictwa (zaproponował to prezydent James Polk w mowie z 5 grudnia 1848). Inna propozycja przewidywała wprowadzenie zakazu niewolnictwa na wszystkich terytoriach leżących na zachodzie i niemających praw samodzielnych stanów. Część senatorów (np. John C. Calhoun) uważała, że Kongres w ogóle nie ma prawa zakazywać niewolnictwa. Ostatnie stanowisko przewidywało, że to mieszkańcy każdego terytorium powinni rozstrzygać o jego charakterze. Aby uchronić Unię przed secesją i wojną senatorowie, pod przewodnictwem Henry’ego Claya i Daniela Webstera, zaproponowali rozwiązanie kompromisowe. Tzw. „kompromis 1850 roku” zakładał przyjęcie Kalifornii do Unii jako stanu, w którym obowiązywał zakaz niewolnictwa, ale na terenach Nowego Meksyku i Utah sami osadnicy mieli zdecydować o charakterze przyszłych stanów. Zadecydowano, że w stołecznym okręgu Kolumbia niewolnictwo będzie dozwolone, ale handel niewolnikami zabroniony. Równolegle przyjęto także ustawę nakazującą surowe karanie osób, które udzielają pomocy zbiegłym niewolnikom, powszechnie sabotowaną na terenie stanów Północy. Działała kolej podziemna (underground railroad), linia umówionych domów, należących do abolicjonistów, którzy mimo grożących kar w dzień ukrywali uciekinierów na strychach lub w stogach, a nocą przeprowadzali ich lasami lub przewozili do następnych punktów, gdzie zbiegowie znajdowali nowe schronienie i instrukcje na dalszą drogę.

## Ustawa o Kansas i Nebrasce z 1854
Ponownie konflikt wybuchł podczas przyjmowania do Unii stanu Nebraska. Ustawa Kansas-Nebraska z maja 1854 odwoływała kompromis Missouri z 1820, uznając, że jest sprzeczny z zasadą wprowadzoną w ustawie z 1850 o nieinterwencji Kongresu w sprawy niewolnictwa w poszczególnych stanach i terytoriach. Wszystkie sprawy dotyczące niewolnictwa powinny być rozpatrywane przez właściwe sądy lokalne oraz Sąd Najwyższy Stanów Zjednoczonych. Z obszaru Nebraski wydzielono jego południową część i przyjęto do Unii jako wolny stan Kansas.

## Sprawa Dreda Scotta z 1857
Sprawą, która wywołała kontrowersje i niezadowolenie na północy, był wyrok w marcu 1857, w którym Sąd Najwyższy odrzucił pozew Afroamerykanina – Dreda Scotta. Wystąpił on do sądu o uznanie go za wolnego, ponieważ mieszkając wraz ze swoim panem na północy, w wolnym stanie, przestał być niewolnikiem. W uzasadnieniu Sąd uznał, iż nawet Kongres nie ma prawa znieść niewolnictwa (kompromis Missouri z 1820 Sąd Najwyższy uznał za niezgodny z V poprawką do konstytucji). Konstytucja zabrania pozbawiania osób ich własności, a jednym z rodzajów własności, która podlega ochronie konstytucyjnej, jest własność niewolników. Sąd uznał, że czarnoskórym nie przysługuje obywatelstwo Stanów Zjednoczonych, a więc nie mogą oni występować przed sądem federalnym.

## Usprawiedliwianie niewolnictwa przed wojną secesyjną
Niewolnictwo na terenie Stanów Zjednoczonych było usprawiedliwiane argumentami religijnymi, społecznymi, gospodarczymi i biologicznymi, często złączonymi ze sobą. Już w poł. XVIII wieku w Nowej Anglii pojawiające się postulaty zniesienia niewolnictwa spotkały się ze sprzeciwem motywowanym treścią Biblii. Znaczącą rolę w tym odegrał George Whitefield, anglikański kaznodzieja, jeden z założycieli metodyzmu oraz prekursor ruchu ewangelikalnego. To on swoimi kazaniami doprowadził do ponownego wprowadzenia niewolnictwa w Georgii w 1751 roku, zniesionego rok wcześniej. Sam też kupił niewolników do pracy na swojej plantacji oraz w domu dziecka Bethesda Orphanage. Biblijne usankcjonowanie niewolnictwa propagowały główne wyznania protestanckie, a do podstawowych argumentów należały „znamię Kaina” oraz „przekleństwo Chama”, skutkujące czarną skórą oraz niewolnictwem ich potomków, za których uważano Afroamerykanów.
Około połowy XIX wieku doszło do rozłamu wśród baptystów, metodystów i prezbiterian na tle akceptacji niewolnictwa, w związku z czym powstały denominacje północne i południowe (proniewolnicze). Np. Richard Furman, przewodniczący Południowej Konwencji Baptystów w Południowej Karolinie twierdził, że „prawo do trzymania niewolników jest jasno określone w Piśmie Świętym, zarówno poprzez przykazanie, jak i przykład”. Jefferson Davis, prezydent CSA pisał, że niewolnictwo „zostało ustanowione dekretem Wszechmogącego Boga, [...] jest usankcjonowane w Biblii, w obu Testamentach, od Księgi Rodzaju do Objawienia, [...] istniało we wszystkich epokach, zostało znalezione wśród ludzi najwyższej cywilizacji i w krajach o najwyższej biegłości w sztuce”.
Pastor baptystyczny Thornton Stringfellow (1788–1869), w popularnych traktatach w obronie niewolnictwa, wydawanych w latach 1850–1861, pisał iż miało ono „zbawienny wpływ na ludność Stanów Zjednoczonych. Dostarczało nie tylko bogactwa (i to zarówno mieszkańcom Południa, jak i Północy), lecz miało również chronić społeczeństwo przed przestępczością, gdyż w stanach, w których dopuszczalne było niewolnictwo, przestępczość była niższa”. Ponadto „standard życia w niewoli był wielokrotnie wyższy niż standard życia dzikich w Afryce”. Według niego „wolni Murzyni pracują ciężej, więcej i gorzej się odżywiają, z tej też przyczyny nie należy się dziwić licznym przypadkom, gdy zbiegli niewolnicy błagają białych na Północy o odesłanie ich na Południe”.
John C. Calhoun wiceprezydent USA w latach 1825–1832, następnie senator i sekretarz stanu, który doprowadził do uchwalenia ustaw kagańcowych i przeciwnik kompromisu 1850 roku, twierdził iż niewolnictwo nie jest „złem koniecznym”, ale „pozytywnym dobrem”. Według niego „afrykańskiemu niewolnikowi, życzliwie traktowanemu przez swego pana i panią, opiekującym się jego starością, jest lepiej niż wolnym robotnikom europejskim, a w systemie niewolniczym unika się konfliktów między kapitałem a pracą”. James Henry Hammond (1807–1864), gubernator Południowej Karoliny, a następnie senator, w przemówieniu do Senatu w 1858 roku głosił, że zatrudnieni robotnicy z Północy również byli niewolnikami, a „różnica polega na tym, że nasi niewolnicy są zatrudniani na całe życie i dobrze wynagradzani; nie ma głodu, żebrania, braku pracy, podczas gdy ci na Północy mieli szukać zatrudnienia”. Pisarz George Fitzhugh (1806–1881) twierdził, iż „Murzyn jest tylko dorosłym dzieckiem i trzeba nim rządzić jak dzieckiem. [...] Niewolnictwo zapewnia wszystko, co niezbędne do życia, a niewolnik nie jest w stanie przetrwać w wolnym świecie, ponieważ jest leniwy i nie może konkurować z inteligentną białą rasą europejską”. Według Fitzhugh’a „Murzyńscy niewolnicy z Południa są najszczęśliwszymi i w pewnym sensie najbardziej wolnymi ludźmi na świecie”.
Alexander Stephens, wiceprezydent CSA, 21 marca 1861 wygłosił przemówienie, w którym wyjaśnił różnice między Konstytucją Stanów Zjednoczonych a Konstytucją Stanów Skonfederowanych ogłoszoną dziesięć dni wcześniej oraz przyczynę secesji, twierdząc iż kamieniem węgielnym nowej konstytucji ma być nierówność ras:

Nowa konstytucja na zawsze odłożyła na bok wszystkie poruszające pytania dotyczące instytucji niewolnictwa Afrykanów, jakie istnieje wśród nas i właściwego statusu Murzyna w naszej formie cywilizacji. To była bezpośrednia przyczyna secesji i obecnej rewolucji. [...]. W czasie tworzenia starej Konstytucji dominowały idee, że zniewolenie Afrykanów było sprzeczne z prawami natury; że było to zasadniczo złe, społecznie, moralnie i politycznie. [...] To był błąd. Była to piaszczysta podstawa. [...] Nasz nowy rząd opiera się na dokładnie przeciwnych ideach, jego fundamenty są położone, kamień węgielny spoczywa na wielkiej prawdzie, że Murzyn nie jest równy białemu człowiekowi; że niewolnictwo, podporządkowanie rasie wyższej, jest jego naturalnym i moralnym warunkiem.

## Wojna secesyjna i XIII poprawka do konstytucji
Możliwość zniesienia niewolnictwa zarysowała się po secesji Południa i rozpoczęciu wojny w 1861. Południe zdecydowało się na wojnę dla ochrony południowych instytucji, z których jedną z ważniejszych było niewolnictwo.
Gdy pod koniec maja 1861 r. napłynęli do Fortecy Monroe na wybrzeżu Wirginii pierwsi czarni uciekinierzy, jej komendant, gen. Benjamin Franklin Butler, pomysłowo postanowił uznać ich za kontrabandę wojenną co oznaczało odmowę wydania ich właścicielom. Pod wpływem podjętej przez Butlera akcji Kongres na początku sierpnia 1861 r. uchwalił ustawę o konfiskacie dóbr osób, które przyłączyły się do rebelii ograniczając obowiązujące od 1850 r. prawo o zbiegostwie, nakładające na władze federalne obowiązek współdziałania z właścicielami niewolników w razie ucieczki tych ostatnich. Zakaz zwrotu powtórzono 13 marca 1862. Zbiegowie traktowani byli jako skonfiskowani, poza tym ich status pozostawał otwarty.
Dowodzący wojskami Unii w zachodnich stanach gen. John Frémont proklamował 30 sierpnia 1861 r. zniesienie niewolnictwa na obszarze Missouri. Prezydent Abraham Lincoln polecił wkrótce Frémontowi odwołanie tej decyzji, a po jego opozycji sam ją anulował. 3 kwietnia 1862 r. inny dowódca, gen. David Hunter, ogłosił decyzję o uwolnieniu niewolników znajdujących się w obozach Unii. 9 maja wydał zaś proklamację emancypacji w stosunku do niewolników z Georgii, Florydy i Karoliny Południowej. Również tę proklamację odwołał prezydent.
16 kwietnia 1862 r. Lincoln podpisał ustawę znoszącą niewolnictwo istniejące w szczątkowej formie w Dystrykcie Kolumbii za odszkodowaniem w wysokości 300 dolarów od wyzwolonego. Wyzwolono ogółem 3104 osoby. 10 maja Kongres zatwierdził plan dobrowolnej emancypacji z odszkodowaniem. Fundusze na rekompensatę za utraconych niewolników miał dostarczyć rząd federalny w formie oprocentowanych obligacji. Funduszami tymi dysponowałyby władze stanowe. One też w porozumieniu z właścicielami miałyby się zająć wcieleniem w życie tej stopniowej emancypacji. Jej zaś całkowite przeprowadzenie mogłoby się, zdaniem Lincolna, przeciągnąć nawet do 1900 r. Wyzwoleńcy mieli przenieść się do krajów Ameryki Środkowej. Opinie na temat planu były rozbieżne, dobrowolność operacji stawiała pod znakiem zapytania jej efektywność, Radykalni Republikanie domagali się zdecydowanych kroków, zmierzających do rychłej likwidacji niewolnictwa jako niezbędnego warunku wygrania wojny. Sekretarz skarbu, Salmon P. Chase, podkreślał, że szaleństwem byłoby myśleć o wygraniu wojny przy równoczesnym utrzymaniu niewolnictwa.
19 czerwca zakazano wprowadzania niewolnictwa w terytoriach.
17 lipca 1862 uchwalono drugą ustawę o konfiskacie (Second Confiscation Act) – niewolnicy, którzy wstąpią do wojsk Unii oraz będący własnością rebeliantów, gdy staną się jeńcami wojennymi (captives of war), otrzymują wolność na zawsze. 22 września 1862 Lincoln na wieść o powstrzymaniu ofensywy konfederackiej pod Antietam ogłosił opracowywaną od lipca proklamację emancypacyjną (obowiązującą od 1 stycznia 1863), oznaczała ona przyznanie wolności niewolnikom na obszarze podległym Konfederatom. Proklamację tę Lincoln wydał jako głównodowodzący armią i flotą, dlatego kwestionowano jej ważność. Ogłoszony w 1863 Kodeks Liebera w art. 42 i 43 powołując się na poglądy Ulpiana potępiał niewolnictwo, jednak nie oznaczało to jego zakazu w kilku stanach Północy, które wciąż uznawały je za zgodną z prawem. Dopiero uchwalona w 1865 XIII poprawka do konstytucji stwierdzała, że „niewolnictwo (…) nie będzie istniało w obrębie Stanów Zjednoczonych ani żadnym miejscu podległym ich jurysdykcji”. XIV poprawka (1868) zabraniała wypłaty odszkodowań za utratę lub oswobodzenie niewolników, XV poprawka (1870) zakazała pozbawiać lub ograniczać prawa wyborczych obywateli Stanów Zjednoczonych ze względu na rasę, kolor skóry lub poprzedni stan niewolnictwa.
Zniesienie niewolnictwa, mimo iż było momentem przełomowym w historii Stanów Zjednoczonych, nie rozwiązało problemu ludności czarnej w Ameryce. Wprowadzenie segregacji rasowej ciążyło na stosunkach wewnętrznych przez następne sto lat. Rasizm w Stanach Zjednoczonych jest problemem do dziś.